# Saint-Yzan-de-Soudiac
 Saint-Yzan-de-Soudiac  là một xã thuộc tỉnh Gironde trong vùng Aquitaine tây nam nước Pháp. Xã này nằm ở khu vực có độ cao từ 35-92 mét trên mực nước biển.